# Santa Marta de Portuzelo
Santa Marta de Portuzelo is een plaats (freguesia) in de Portugese gemeente Viana do Castelo en telt 5500 inwoners (2006).

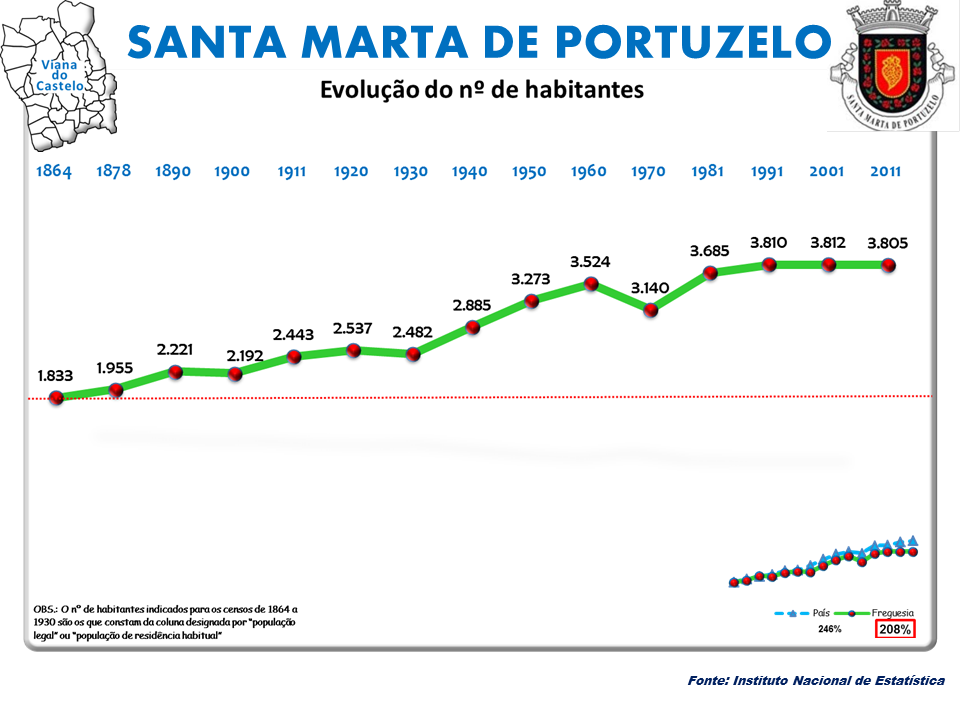
Bevolkingsontwikkeling tussen 1864 en 2011